# 43rd Air Mobility Operations Group
Il 43rd Air Mobility Operations Group è un gruppo di supporto alla mobilità aerea dell'Air Mobility Command. Il suo quartier generale è situato presso Pope Field, nella Carolina del Nord.

## Missione
Il gruppo provvede al dispiegamento rapido delle forze assegnate allo Joint Special Operations Command e al XVIII Airborne Corps dell'esercito statunitense.

## Organizzazione
Attualmente, al settembre 2017, esso controlla:
- 43rd Aeromedical Evacuation Squadron
- 43rd Air Base Squadron
- 43rd Air Mobility Squadron
- 43rd Medical Squadron
- 43rd Operations Support Squadron